# Carbonitretação
Carbonitretação (ou Carbo-Nitruração Pt-Pt) é um tratamento termoquímico dado ao aço em que se promove o enriquecimento superficial simultâneo com carbono e nitrogênio. Utiliza-se para peças que necessitam de alta dureza superficial, alta resistência à fadiga de contato e submetidas a cargas superficiais moderadas.